# Bouvier des Ardennes

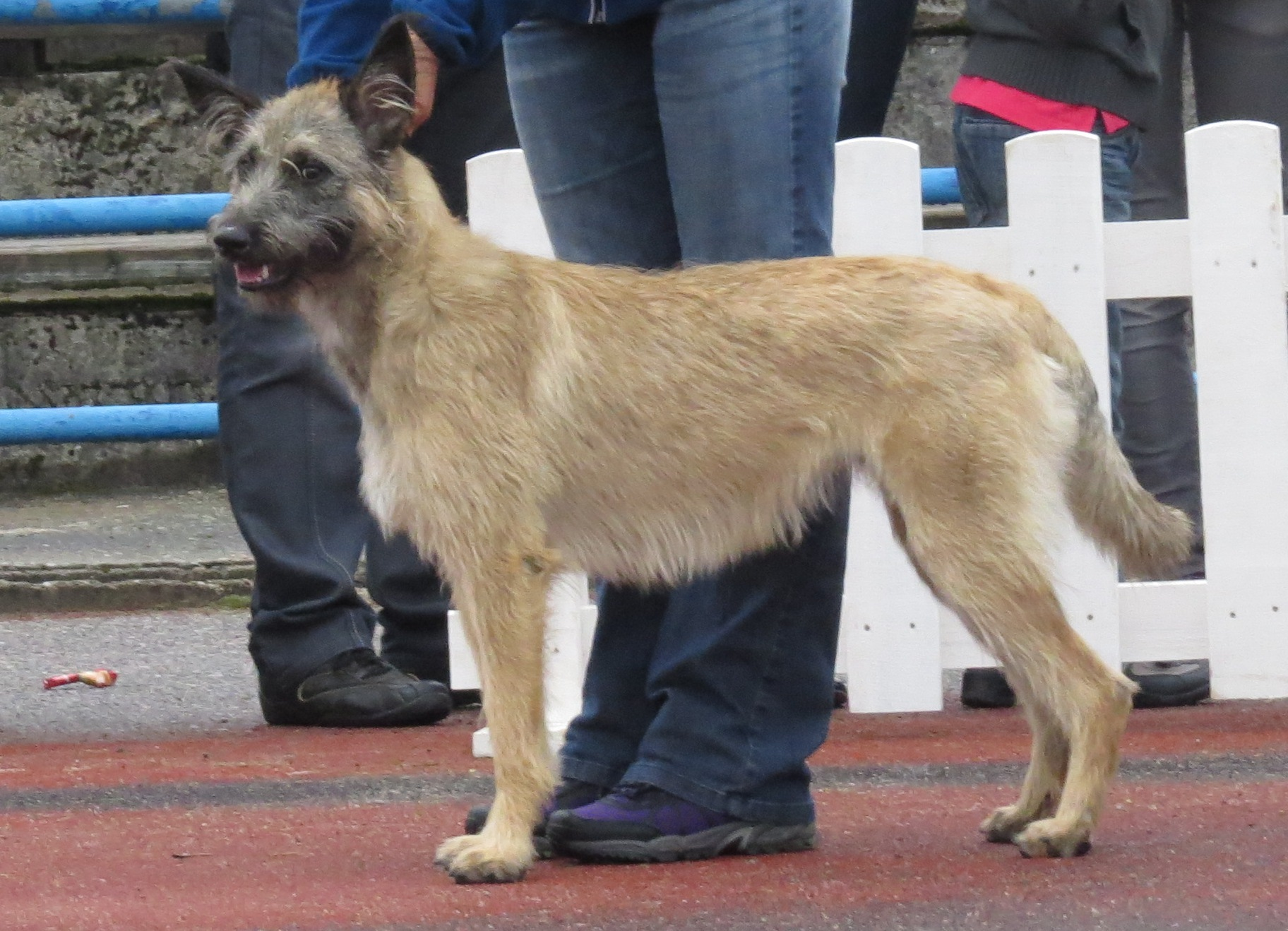
Bouvier des Ardennes.

Le Bouvier des Ardennes est une race de chiens originaire de Belgique. La race est utilisée comme un bouvier et chien de garde. Un mâle adulte est d'environ 56 à 62 cm de haut, une femelle d'environ 52 à 56 cm. Le poids varie entre 22 et 28 kg pour les femelles et de 28 à 35 kg pour les mâles.
Ce sont des chiens très rustiques qui naissent parfois anoures (sans queue).

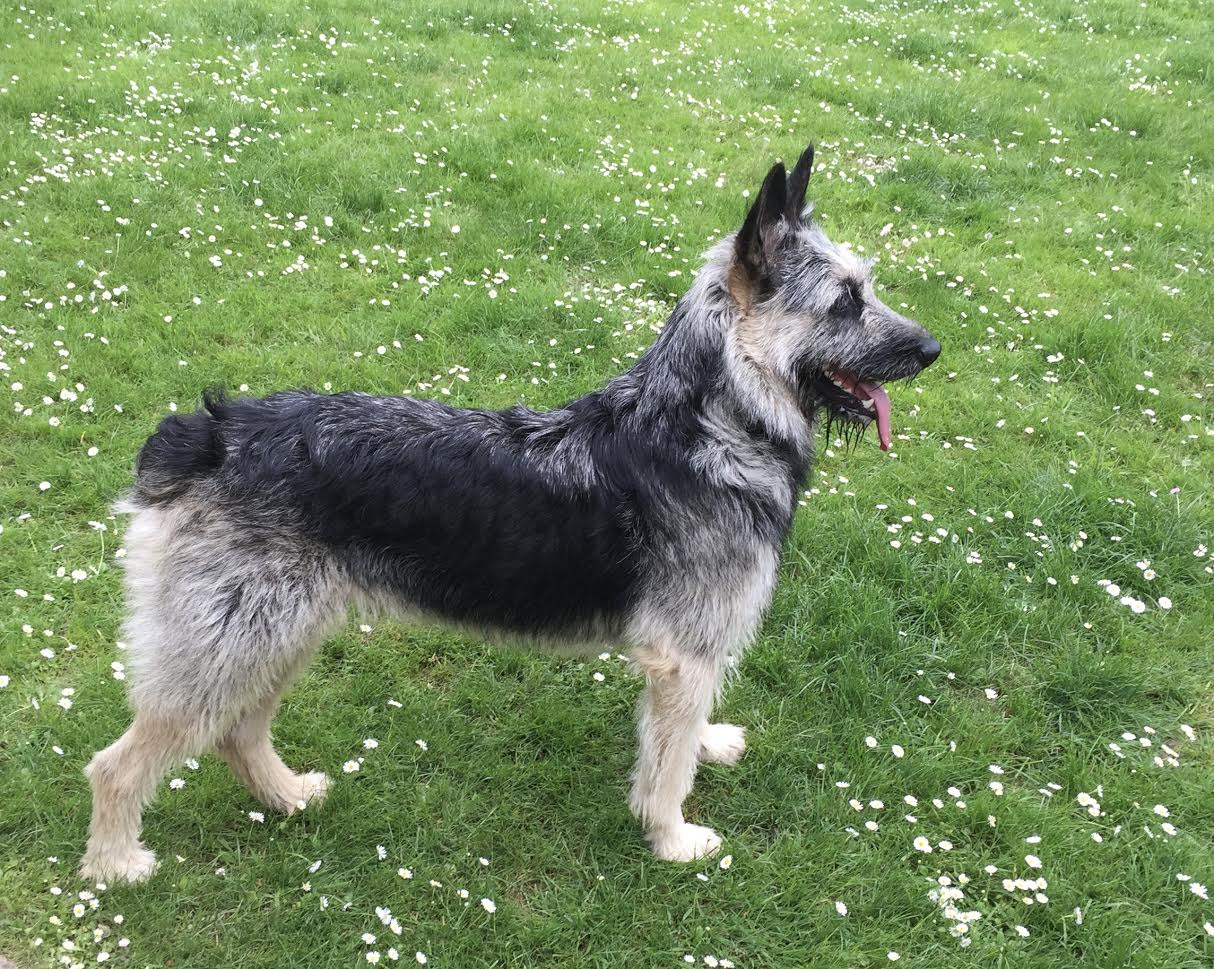
Chienne Bouvier des Ardennes.

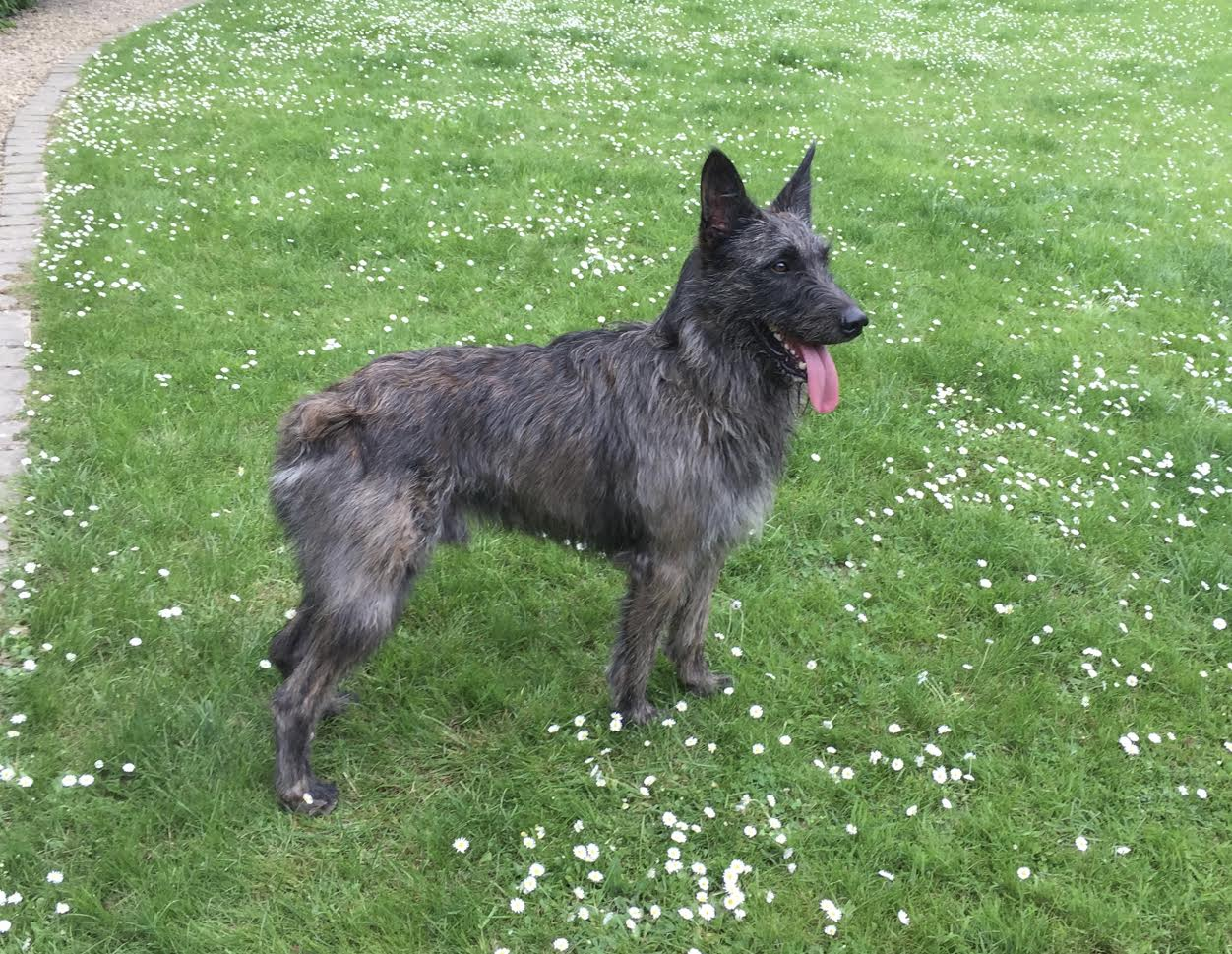
Mâle Bouvier des Ardennes.

## Histoire
Dans le passé, tous les chiens qui travaillaient avec le bétail étaient appelés « Bouvier ». Chaque région avait son propre type. Ces chiens étaient prisés comme chiens de bouvier et chiens de garde. Avec la motorisation, les besoins de chiens de berger et de bouvier ont diminué.
Ce chien de ferme existe depuis des siècles et le Bouvier des Ardennes avec son apparence actuelle depuis le début du XXe siècle.
Dans une ferme un chien doit être bon, c'est-à-dire utile sans nécessiter beaucoup de contraintes. C'est ainsi que le Bouvier des Ardennes est devenu ce qu'il est : un chien robuste avec des facultés d'adaptation exceptionnelles et ne nécessitant que très peu d'entretien. Cette sélection naturelle mais impitoyable n'a retenu que les plus robustes, les plus intelligents.
Aujourd'hui le Bouvier des Ardennes reste actif dans des fermes mais il est apprécié des familles car c'est un compagnon très agréable ne nécessitant que peu d'entretien et peu sensible aux maladies. Les amateurs de sport canin commencent à le découvrir et à l'apprécier. 

## Caractère du Bouvier des Ardennes
C'est un chien méfiant (son histoire lui a appris à se méfier...) il ne fonce pas tête baissée. Très courageux et adorable avec les enfants, il est un chien de garde et défense idéal. C'est un chien qui a été sélectionné pour travailler, et il aime ça. Constamment en mouvement autour de son maître il est attentif à ce qu'on attend de lui. Infatigable il peut travailler dans les pires conditions. 